# Пйотр Бродовський
Пйотр Бродовський (пол. Piotr Brodowski ; 18 лютого 1989, Глогув) — польський шахіст.

## Шахова кар'єра
Змагаючись на чемпіонатах Польщі з шахів, у різних вікових категоріях здобув 5 медалей: золоту (Вісла, 1999 - до 10 років), срібну (Жагань, 2002 - до 14 років) та три бронзові (Криниця-Морська, 1999 - до 10 років; Колобжег, 2000 - до 12 років; Сьрода-Великопольська, 2008 - до 20 років). 2009 року в Бидгощі здобув титул на командному чемпіонаті Польщі в Blitz (клуб "Відродження", Кожухув).
Успіхи на міжнародних турнірах:
| Рік  | Місце | Місто              | Учасники                                                                                 |
| ---- | ----- | ------------------ | ---------------------------------------------------------------------------------------- |
| 2004 | III   | Вроцлав            | Вадим Шишкін, Мирослав Грабарчик, Томаш Варакомський, Мацей Рутковський, Якуб Жеберський |
| 2007 | I     | Гданськ            | Михайло Казаков, Віталій Козяк                                                           |
| 2008 | I     | Фрідек-Містек      | Юзеф Міхенка                                                                             |
| 2008 | II    | Любавка            | Павел Ярач, Лукаш Циборовський                                                           |
| 2009 | I     | Шклярська Поремба  | Мацей Рутковський                                                                        |
| 2009 | I     | Ковалево-Поморське |                                                                                          |

У своїй кар'єрі найвищого рейтингу досягнув 1 квітня 2014 р., посівши 48-е місце серед польських шахістів, набравши 2441 очко.